# Haeska (Haapsalu)
Koordinaten: 58° 48′ N, 23° 40′ O
Haeska (deutsch Hasik) ist ein Dorf (estnisch küla) in der Stadtgemeinde Haapsalu (bis 2017: Landgemeinde Ridala) im Kreis Lääne in Estland.

## Einwohnerschaft und Lage

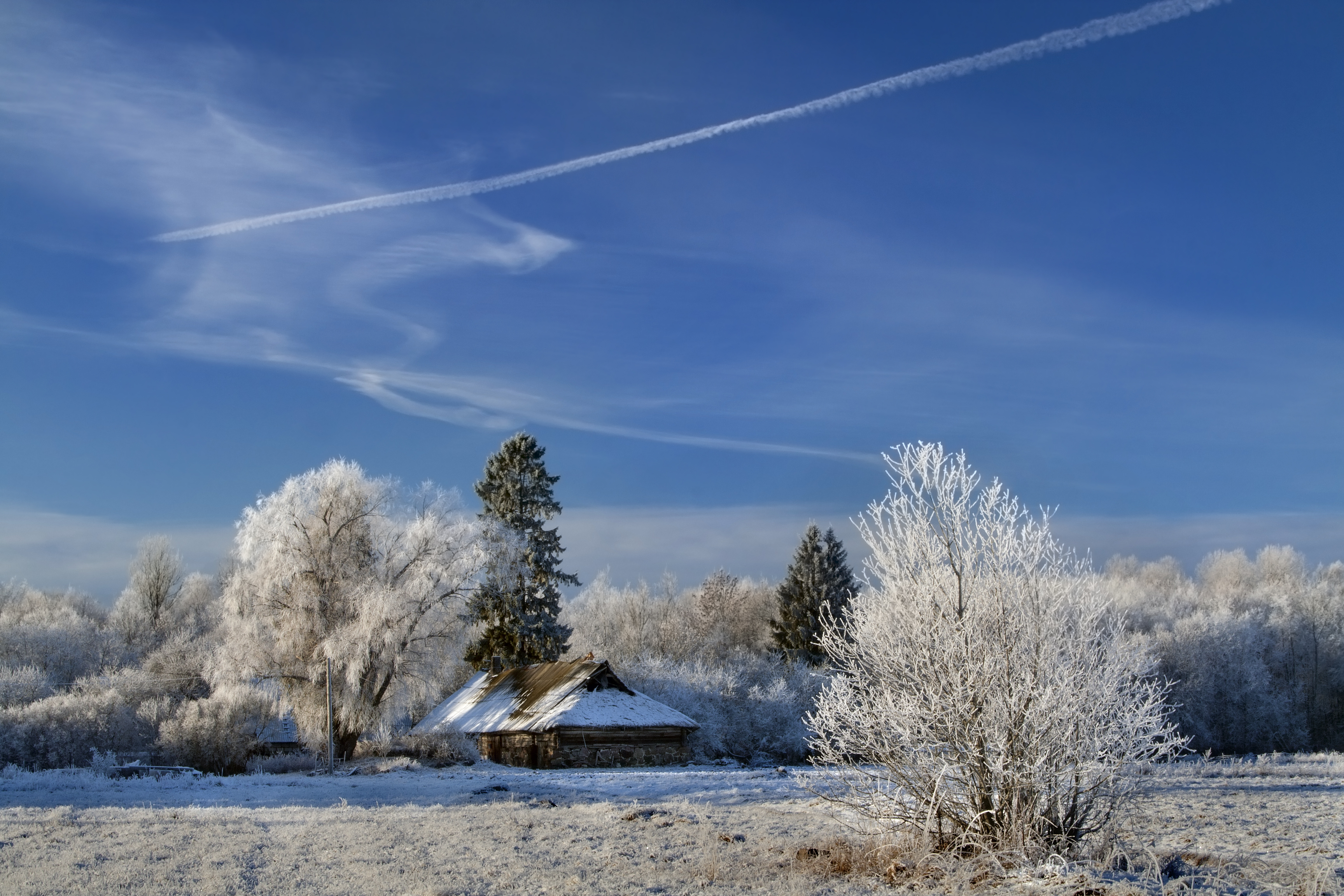
Winter in Haeska

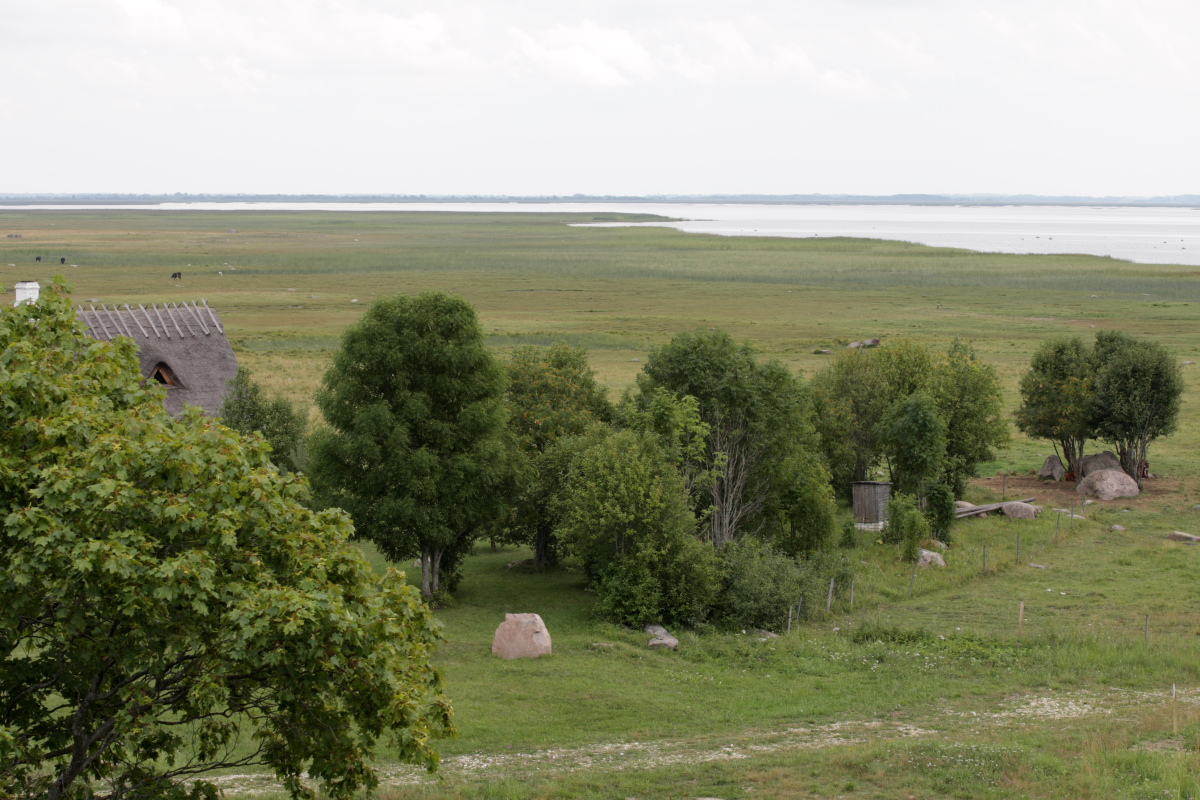
Blick auf die Matsalubucht

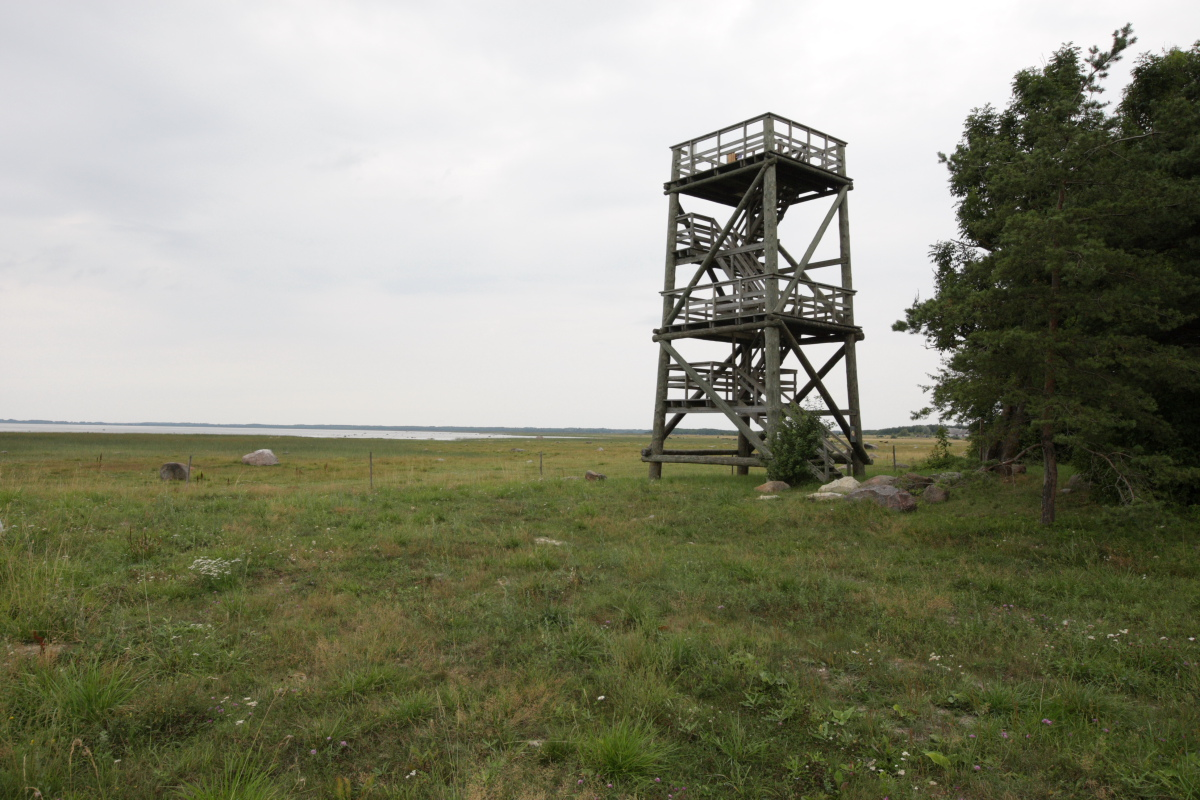
Ornithologischer Beobachtungsturm

Das Dorf hat 81 Einwohner (Stand 31. Dezember 2011).
Der südliche Teil des Ortes an der Ostsee gehört zum Nationalpark Matsalu. Vor der Küste liegt in der Matsalubucht die Insel Suurrahu (auch Haeskarahu genannt).

## Gut von Haeska
In Haeska entstand wahrscheinlich bereits im 13. Jahrhundert ein Hof. Das Gut wurde erstmals 1560 urkundlich erwähnt. Es gehört bis 1563 der Domkirche von Haapsalu. Später waren unter anderem die adligen deutschbaltischen Familien Kursell und Wrangell Eigentümer. Letzter Privateigentümer vor der Enteignung im Zuge der estnischen Landreform 1919 war Hans von Grünewaldt.
Westlich des heutigen Dorfkerns befindet sich das 1805 errichtete Herrenhaus. Das zurückhaltende, anderthalbgeschossige Gebäude aus Stein wurde im Stil des frühen Klassizismus errichtet. Es wurde 1981 umfassend renoviert und diente als Herberge des Nationalparks Matsalu. Es befindet sich seit 2001 als Hotel in Privatbesitz.
Das Herrenhaus ist von einem kleinen Park im englischen Stil umgeben, der bis an die Küste reicht.

## Persönlichkeiten
- Hedwig Büll (1887–1981), Missionarin